# Exotic Creatures of the Deep
Exotic Creatures of the Deep is het derde muziekalbum in de nieuwe stijl van de band Sparks. De muziek en teksten borduren verder op wat met Lil' Beethoven is ingezet, een mix van pop met minimal music. Het album is opgenomen in hun eigen Sparks Studio in Los Angeles; het album is uitgebracht onder hun eigen label Lil' Beethoven, genoemd naar hun album met de ommezwaai. Het album verschijnt in twee versies; de een heeft een hoes met Russell zingende en de aap achter de piano, de andere heeft Ron achter de piano en de aap als zanger; deze laatste is in kleinere oplage verschenen.
In het Verenigd Koninkrijk werd het album voorafgegaan door de single Goodmorning en een reeks concerten, waarbij de complete muziekalbums live werden uitgevoerd van 16 mei tot 13 juni 2008 in Carling Academy Islington (eerste twintig) en Sheperd Bush Empire in Londen.

## Musici
- Russell Mael – zang
- Ron Mael – toetsen en elektronica en orkestratie
- Dean Menta – gitaar
- Tammy Glover – slagwerk.

## Composities
Allen van gebroeders Mael:
1. Intro
2. Good morning
3. Strange animal
4. I can’t believe that you would fall for all the crap in this song
5. Let the monkey drive
6. Intro reprise
7. I’ve never been high
8. (She got me) pregnant
9. Lighten up, Morrissey
10. This is the Renaissance
11. The director never yelled “cut”
12. Photoshop
13. Likeable